# Tococa nitens
Tococa nitens är en tvåhjärtbladig växtart som först beskrevs av George Bentham, och fick sitt nu gällande namn av José Jéronimo Triana. Tococa nitens ingår i släktet Tococa och familjen Melastomataceae. Inga underarter finns listade i Catalogue of Life.